# Ziczacella katoi
Ziczacella katoi är en insektsart som beskrevs av Irena Dworakowska 1979. Ziczacella katoi ingår i släktet Ziczacella och familjen dvärgstritar.
Artens utbredningsområde är Vietnam. Inga underarter finns listade i Catalogue of Life.